# Liste der Nummer-eins-Hits in den Jukebox-Folk-Charts in den USA (1945)
Die Liste der Nummer-eins-Hits in den Jukebox-Folk-Charts in den USA (1945) basiert auf den von Billboard jede Woche 1945 ermittelten meist gespielten Titeln in bestimmten Lokalitäten der USA. Wöchentlich wurden die Daten „bei einer ausgewählten Gruppe von Jukeboxbetreibern, deren Standorte Folk Records erfordern,“ erhoben. In diesem Jahr gab es elf Nummer-eins-Singles. In diesem Jahr gab es zwölf Nummer-eins-Singles.

## Liste
Die Liste erfasst in der Spalte Insges die Anzahl der Wochen, die der Titel insgesamt in dieser Hitparade stand.

| ← 1944 ← | Liste der Nummer-eins-Hits in den Jukebox-Folk-Charts in den USA | Liste der Nummer-eins-Hits in den Jukebox-Folk-Charts in den USA | Liste der Nummer-eins-Hits in den Jukebox-Folk-Charts in den USA | 1946 → |
| \| Zeitraum \| Wo. ges. \| Interpret \| Titel Autor(en) \| Zusätzliche Informationen \| \| (Zeitraum, Wochen auf Platz eins, Interpret, Titel, Autor[en], zusätzliche Informationen) \| \| \| \| \| \| ----------------------------------------------------------------------------------------- \| -------- \| ----------------------------------------- \| ------------------------------------------------------ \| ------------------------------------------------------------------------------------------------------------- \| \| 23. Dezember 1944 – 2. Februar 1945 6 Wochen (insgesamt 18) \| 18 \| Tex Ritter and His Texans \| I’m Wastin’ My Tears on You Frank Hartford, Tex Ritter \| B-Seite von „There’s a New Moon Over My Shoulder“[2], ein Song der 1944/45 ebenfalls in dieser Hitparade war. \| \| 2. Februar 1944 – 30. März 1944 8 Wochen (insgesamt 12) \| 12 \| Al Dexter and His Troopers \| I’m Losing My Mind over You Al Dexter, James B. Paris \| B-Seite von „I'll Wait for You Dear“[3] \| \| 31. März 1945 – 13. April 1945 2 Wochen (insgesamt 31) \| 31 \| Spade Cooley (Vocal by „Tex“ and „Oakie“) \| Shame on You Spade Cooley \| – \| \| 14. April 1945 – 20. April 1945 1 Woche (insgesamt 16) \| 16 \| Bob Wills \| Smoke on the Water Earl Nunn, Zeke Clements \| – \| \| 21. April 1945 – 27. April 1945 1 Woche (insgesamt 31) \| 31 \| Spade Cooley (Vocal by „Tex“ and „Oakie“) \| Shame on You Spade Cooley \| – \| \| 28. April 1945 – 4. Mai 1945 1 Woche (insgesamt 16) \| 16 \| Bob Wills \| Smoke on the Water Earl Nunn, Zeke Clements \| – \| \| 5. Mai 1945 – 18. Mai 1945 2 Wochen (insgesamt 31) \| 31 \| Spade Cooley (Vocal by „Tex“ and „Oakie“) \| Shame on You Spade Cooley \| – \| \| 18. Mai 1945 – 1. Juni 1945 2 Wochen (insgesamt 22) \| 22 \| Gene Autry \| At Mail Call Today Gene Autry, Fred Rose \| – \| \| 2. Juni 1945 – 8. Juni 1945 1 Woche (insgesamt 31) \| 31 \| Spade Cooley (Vocal by „Tex“ and „Oakie“) \| Shame on You Spade Cooley \| – \| \| 9. Juni 1945 – 15. Juni 1945 1 Woche (insgesamt 22) \| 22 \| Gene Autry \| At Mail Call Today Gene Autry, Fred Rose \| – \| \| 16. Juni 1945 – 29. Juni 1945 2 Wochen (insgesamt 31) \| 31 \| Spade Cooley (Vocal by „Tex“ and „Oakie“) \| Shame on You Spade Cooley \| – \| \| 30. Juni 1945 – 6. Juli 1945 1 Woche (insgesamt 22) \| 22 \| Gene Autry \| At Mail Call Today Gene Autry, Fred Rose \| – \| \| 7. Juli 1945 – 13. Juli 1945 1 Woche (insgesamt 11) \| 11 \| Bob Wills \| Stars and Stripes on Iwo Jima Bob Wills, Cliff Johnsen \| – \| \| 14. Juli 1945 – 10. August 1945 4 Wochen (insgesamt 22) \| 22 \| Gene Autry \| At Mail Call Today Gene Autry, Fred Rose \| – \| \| 11. August 1945 – 24. August 1945 2 Wochen (insgesamt 19) \| 19 \| Jack Guthrie \| Oklahoma Hills \| – \| \| 25. August 1945 – 31. August 1945 1 Woche (insgesamt 21) \| 21 \| Tex Ritter and His Texans \| You Two-Timed Me One Time too Often Jenny Lou Carson \| – \| \| 1. September 1945 – 7. September 1945 1 Woche (insgesamt 19) \| 19 \| Jack Guthrie \| Oklahoma Hills \| – \| \| 8. September 1945 – 14. September 1945 1 Woche (insgesamt 21) \| 21 \| Tex Ritter and His Texans \| You Two-Timed Me One Time too Often Jenny Lou Carson \| – \| \| 15. September 1945 – 21. September 1945 1 Woche (insgesamt 19) \| 19 \| Jack Guthrie \| Oklahoma Hills \| – \| \| 22. September 1945 – 26. Oktober 1945 5 Wochen (insgesamt 21) \| 21 \| Tex Ritter and His Texans \| You Two-Timed Me One Time too Often Jenny Lou Carson \| – \| \| 27. Oktober 1945 – 2. November 1945 1 Woche (insgesamt 14) \| 14 \| Wesley Tuttle \| With Tears in My Eyes Paul Howard \| – \| \| 3. November 1945 – 16. November 1945 2 Wochen (insgesamt 21) \| 21 \| Tex Ritter and His Texans \| You Two-Timed Me One Time too Often Jenny Lou Carson \| – \| \| 17. Oktober 1945 – 7. Dezember 1945 7 Wochen (insgesamt 14) \| 14 \| Wesley Tuttle \| With Tears in My Eyes Paul Howard \| – \| \| 8. Dezember 1945 – 14. Dezember 1945 1 Woche (insgesamt 13) \| 13 \| Ernest Tubb \| It’s Been So Long, Darling Ernest Tubb \| – \| \| 15. Dezember 1945 – 21. Dezember 1945 1 Woche (insgesamt 14) \| 14 \| Bob Wills and His Texas Playboys \| Silver Dew on the Blue Grass Tonight Ed Burt \| B-Seite von „Texas Playboy Rag“[4] \| \| 22. Dezember 1945 – 4. Januar 1946 2 Wochen (insgesamt 13) \| 13 \| Ernest Tubb \| It’s Been So Long, Darling Ernest Tubb \| – \| |                                                                  |                                                                  |                                                                  | |
| ← 1944 |                                                                  |                                                                  |                                                                  | → 1946 →                                                                                                   |
| Zeitraum | Wo. ges.                                                         | Interpret                                                        | Titel Autor(en)                                                  | Zusätzliche Informationen                                                                                  |
| (Zeitraum, Wochen auf Platz eins, Interpret, Titel, Autor[en], zusätzliche Informationen) |                                                                  |                                                                  |                                                                  | |
| 23. Dezember 1944 – 2. Februar 1945 6 Wochen (insgesamt 18) | 18                                                               | Tex Ritter and His Texans                                        | I’m Wastin’ My Tears on You Frank Hartford, Tex Ritter           | B-Seite von „There’s a New Moon Over My Shoulder“, ein Song der 1944/45 ebenfalls in dieser Hitparade war. |
| 2. Februar 1944 – 30. März 1944 8 Wochen (insgesamt 12) | 12                                                               | Al Dexter and His Troopers                                       | I’m Losing My Mind over You Al Dexter, James B. Paris            | B-Seite von „I'll Wait for You Dear“                                                                       |
| 31. März 1945 – 13. April 1945 2 Wochen (insgesamt 31) | 31                                                               | Spade Cooley (Vocal by „Tex“ and „Oakie“)                        | Shame on You Spade Cooley                                        | – |
| 14. April 1945 – 20. April 1945 1 Woche (insgesamt 16) | 16                                                               | Bob Wills                                                        | Smoke on the Water Earl Nunn, Zeke Clements                      | – |
| 21. April 1945 – 27. April 1945 1 Woche (insgesamt 31) | 31                                                               | Spade Cooley (Vocal by „Tex“ and „Oakie“)                        | Shame on You Spade Cooley                                        | – |
| 28. April 1945 – 4. Mai 1945 1 Woche (insgesamt 16) | 16                                                               | Bob Wills                                                        | Smoke on the Water Earl Nunn, Zeke Clements                      | – |
| 5. Mai 1945 – 18. Mai 1945 2 Wochen (insgesamt 31) | 31                                                               | Spade Cooley (Vocal by „Tex“ and „Oakie“)                        | Shame on You Spade Cooley                                        | – |
| 18. Mai 1945 – 1. Juni 1945 2 Wochen (insgesamt 22) | 22                                                               | Gene Autry                                                       | At Mail Call Today Gene Autry, Fred Rose                         | – |
| 2. Juni 1945 – 8. Juni 1945 1 Woche (insgesamt 31) | 31                                                               | Spade Cooley (Vocal by „Tex“ and „Oakie“)                        | Shame on You Spade Cooley                                        | – |
| 9. Juni 1945 – 15. Juni 1945 1 Woche (insgesamt 22) | 22                                                               | Gene Autry                                                       | At Mail Call Today Gene Autry, Fred Rose                         | – |
| 16. Juni 1945 – 29. Juni 1945 2 Wochen (insgesamt 31) | 31                                                               | Spade Cooley (Vocal by „Tex“ and „Oakie“)                        | Shame on You Spade Cooley                                        | – |
| 30. Juni 1945 – 6. Juli 1945 1 Woche (insgesamt 22) | 22                                                               | Gene Autry                                                       | At Mail Call Today Gene Autry, Fred Rose                         | – |
| 7. Juli 1945 – 13. Juli 1945 1 Woche (insgesamt 11) | 11                                                               | Bob Wills                                                        | Stars and Stripes on Iwo Jima Bob Wills, Cliff Johnsen           | – |
| 14. Juli 1945 – 10. August 1945 4 Wochen (insgesamt 22) | 22                                                               | Gene Autry                                                       | At Mail Call Today Gene Autry, Fred Rose                         | – |
| 11. August 1945 – 24. August 1945 2 Wochen (insgesamt 19) | 19                                                               | Jack Guthrie                                                     | Oklahoma Hills                                                   | – |
| 25. August 1945 – 31. August 1945 1 Woche (insgesamt 21) | 21                                                               | Tex Ritter and His Texans                                        | You Two-Timed Me One Time too Often Jenny Lou Carson             | – |
| 1. September 1945 – 7. September 1945 1 Woche (insgesamt 19) | 19                                                               | Jack Guthrie                                                     | Oklahoma Hills                                                   | – |
| 8. September 1945 – 14. September 1945 1 Woche (insgesamt 21) | 21                                                               | Tex Ritter and His Texans                                        | You Two-Timed Me One Time too Often Jenny Lou Carson             | – |
| 15. September 1945 – 21. September 1945 1 Woche (insgesamt 19) | 19                                                               | Jack Guthrie                                                     | Oklahoma Hills                                                   | – |
| 22. September 1945 – 26. Oktober 1945 5 Wochen (insgesamt 21) | 21                                                               | Tex Ritter and His Texans                                        | You Two-Timed Me One Time too Often Jenny Lou Carson             | – |
| 27. Oktober 1945 – 2. November 1945 1 Woche (insgesamt 14) | 14                                                               | Wesley Tuttle                                                    | With Tears in My Eyes Paul Howard                                | – |
| 3. November 1945 – 16. November 1945 2 Wochen (insgesamt 21) | 21                                                               | Tex Ritter and His Texans                                        | You Two-Timed Me One Time too Often Jenny Lou Carson             | – |
| 17. Oktober 1945 – 7. Dezember 1945 7 Wochen (insgesamt 14) | 14                                                               | Wesley Tuttle                                                    | With Tears in My Eyes Paul Howard                                | – |
| 8. Dezember 1945 – 14. Dezember 1945 1 Woche (insgesamt 13) | 13                                                               | Ernest Tubb                                                      | It’s Been So Long, Darling Ernest Tubb                           | – |
| 15. Dezember 1945 – 21. Dezember 1945 1 Woche (insgesamt 14) | 14                                                               | Bob Wills and His Texas Playboys                                 | Silver Dew on the Blue Grass Tonight Ed Burt                     | B-Seite von „Texas Playboy Rag“                                                                            |
| 22. Dezember 1945 – 4. Januar 1946 2 Wochen (insgesamt 13) | 13                                                               | Ernest Tubb                                                      | It’s Been So Long, Darling Ernest Tubb                           | – |